# Augustin Mouchot

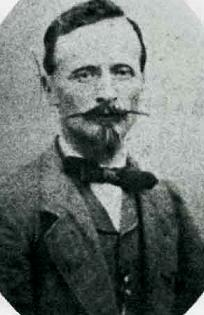
Augustin Mouchot

Augustin Mouchot (Semur-en-Auxois, 7 de abril de 1825 - París, 4 de octubre de 1911) fue un inventor francés.

## Biografía
Fue maestro e impartió clases en las escuelas primarias de Morvan y Dijon antes de ser licenciado en física y matemáticas en 1853 y luego profesor de matemáticas en las escuelas secundarias en Alençon, Rennes, y en el Lycée de Tours.
En 1860 construyó una cocina solar, prolongando así el trabajo de Horace-Bénédict de Saussure y Claude Pouillet. Su idea era encontrar una fuente de energía alternativa para el agotamiento de las minas de carbón y en 1866, inventó el primer motor solar con un reflector parabólico y una caldera cilíndrica alimentada de un vaso pequeño motor a vapor. Esta máquina fue presentada al emperador Napoleón III. ganando una medalla en la Exposición Universal de 1878.
Pero el comercio anglo-francés en 1860, así como la mejora de la red ferroviaria facilitó el suministro de carbón y condujo al gobierno francés a estimar que en última instancia la energía solar no era rentable y detener así la investigación de Mouchot.
Mouchot volvió a la enseñanza y murió en la miseria en 1911 en París.

## Obra
- A. Mouchot: La Chaleur solaire et ses applications industrielles, Paris, Gauthier-Villars, 1869; 1879; A. Blanchard, Paris, 1980.[2]

## Cita
«Finalmente la industria no encontrará más recursos en Europa con el fin de satisfacer su prodigiosa expansión... sin duda se agotará el carbón. ¿Qué hará entonces la industria?»
Augustin Mouchot (1880)

### Citas
1. ↑  Gordon, Jeffrey, Energía Solar, International Solar Energy Society, p.598 ISBN 978-1-902916-23-1
2. ↑  Véase también «La Chaleur solaire et ses Applications industrielles». Éditions Blanchard. Consultado el 3 de agosto de 2009. (enlace roto disponible en Internet Archive; véase el historial, la primera versión y la última).